# Reazione di Belousov-Zhabotinsky

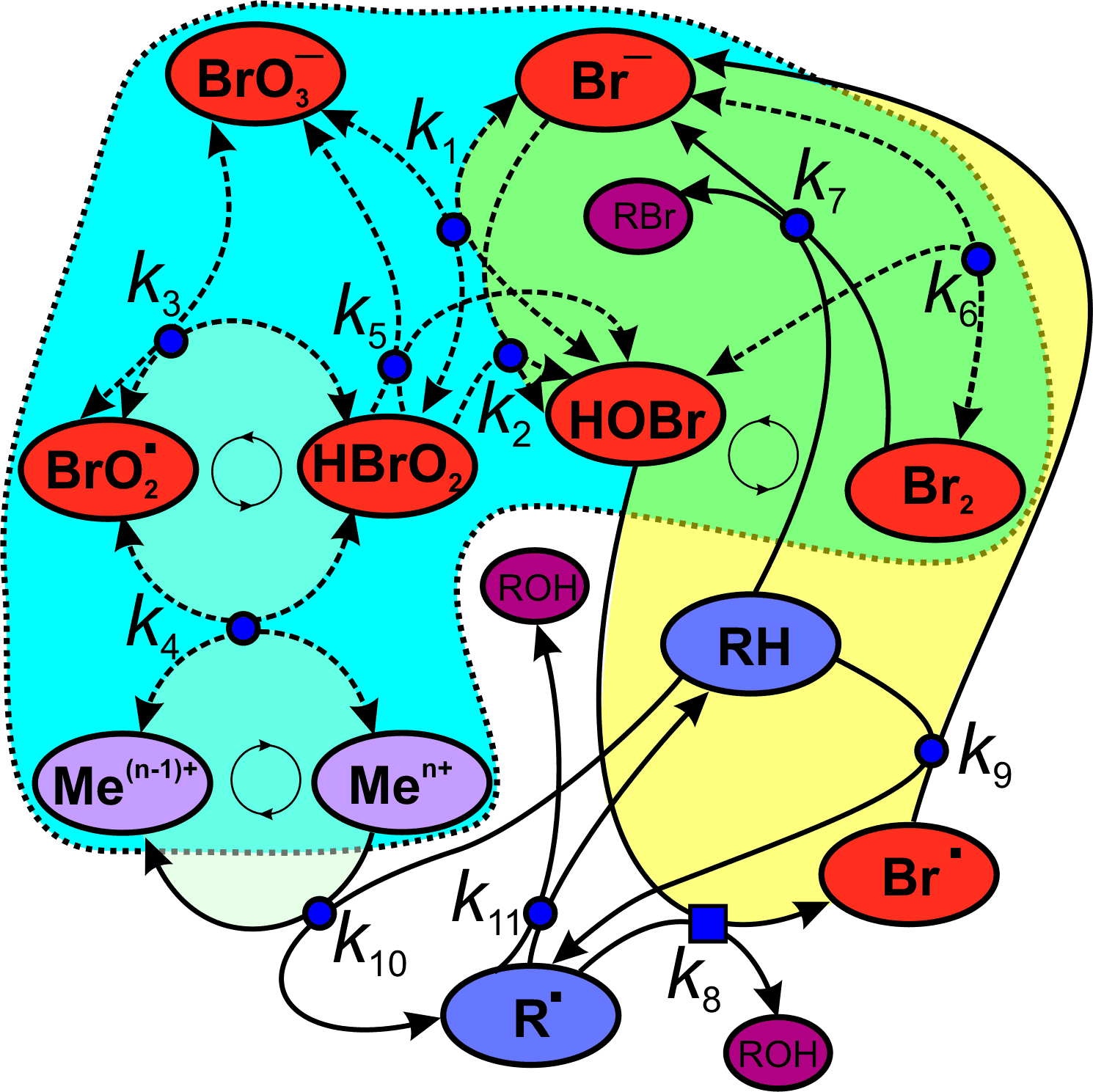
Schema grafico del complesso sistema di interazioni nella reazione di Belousov-Zhabotinsky

La reazione di Belousov-Zhabotinsky, o BZ, è una delle classiche reazioni chimiche oscillanti, utilizzata come esempio di termodinamica di non-equilibrio; essa risulta nella formazione di un oscillatore chimico nonlineare. Prende il nome da Boris Pavlovič Belousov che la scoprì, e da Anatolij Markovič Žabotinskij che approfondì il suo studio.

## Descrizione
Sotto il nome di reazione BZ sono catalogate una serie di reazioni oscillanti, il cui unico elemento comune è la presenza del bromo e di un acido. 
Tali reazioni hanno un'alta importanza teorica poiché mostrano come alcune reazioni chimiche non debbano essere obbligatoriamente dominate dall'equilibrio termodinamico. Queste ultime hanno un comportamento lontano dall'equilibrio e rimangono in tale stato per un lungo periodo di tempo. Le reazioni BZ furono originariamente scoperte dal chimico russo Boris Belousov negli anni cinquanta, facendo reagire una miscela di bromato di potassio, solfato di cerio (IV) e acido citrico in soluzione di acido solforico diluito. Più tardi, nel 1961, fu Anatol Zhabotinsky a riprendere lo studio e la descrizione di questo genere di reazioni.
Le reazioni BZ manifestano visivamente lo stato di non-equilibrio ripristinando la colorazione di una soluzione, ottenuta per formazione del prodotto BZ, dopo che sia terminato l'effetto della semplice agitazione meccanica, che invece rende incolore la stessa reazione. In questo senso, le reazioni oscillanti, e le reazioni BZ in particolare, forniscono anche un interessante modello chimico di fenomeni biologici di non equilibrio.
Nella reazione BZ condotta utilizzando una soluzione acquosa di acido malonico (COOHCH2COOH), una soluzione acquosa di bromato di potassio (KBrO3) con acido solforico e una soluzione di bromuro di potassio (KBr) si osserva un'oscillazione periodica del colore della soluzione da azzurro a rosso, con tempi ben definiti. Questa oscillazione può perdurare per alcune ore.
L'indicatore utilizzato in questa reazione è la ferroina che consiste nel complesso di Fe II o di Fe III con l'ortofenantrolina.
Quando il complesso è costituito da Fe II con ortofenantrolina il colore della soluzione appare rosso mentre se il complesso è formato da Fe III il colore è blu.